# Mistrovství světa v orientačním běhu 1981
9. Mistrovství světa v orientačním běhu proběhlo ve dnech 4. až 6. srpna 1981. Pořadatelskou zemí bylo Švýcarsko. Hlavním dějištěm závodů tehdy bylo ve město Thun v kantonu Bern. V mužské kategorii startovalo 83 závodníků a v ženách 72 závodnic. Ve štafetových závodech do závodu vyběhlo 21 mužských čtyřčlenných a 18 ženských čtyřčlenných štafet z 21 zemí světa. Běželo se na mapách s názvy Les Verrieres a Les Alpettes. Československo reprezentovali: Jaroslav Kačmarčík, Pavel Ditrych, Zdeněk Lenhart, Ticháček Jiří, Luděk Pavelek, Nováková Svatava, Anna Gavendová-Handzlová, Ada Kuchařová, Keclíková Kateřina a Jana Hlaváčová.

## Výsledky individuálního závodu
| Muži                                     | Muži                                     | Muži                                     | Muži                                     | Muži                                     | Ženy                                    | Ženy                                    | Ženy                                    | Ženy                                    | Ženy                                    |
| ---------------------------------------- | ---------------------------------------- | ---------------------------------------- | ---------------------------------------- | ---------------------------------------- | --------------------------------------- | --------------------------------------- | --------------------------------------- | --------------------------------------- | --------------------------------------- |
| - Traťové parametry: 14,1 km, 15 kontrol | - Traťové parametry: 14,1 km, 15 kontrol | - Traťové parametry: 14,1 km, 15 kontrol | - Traťové parametry: 14,1 km, 15 kontrol | - Traťové parametry: 14,1 km, 15 kontrol | - Traťové parametry: 8,1 km, 18 kontrol | - Traťové parametry: 8,1 km, 18 kontrol | - Traťové parametry: 8,1 km, 18 kontrol | - Traťové parametry: 8,1 km, 18 kontrol | - Traťové parametry: 8,1 km, 18 kontrol |
| Umístění                                 | Země                                     | Jméno                                    | Čas                                      | Ztráta                                   | Umístění                                | Země                                    | Jméno                                   | Čas                                     | Ztráta                                  |
|                                          | Norsko                                   | Øyvin Thon                               | 1:30:05                                  |                                          |                                         | Švédsko                                 | Annichen Kringstadová                   | 1:05:47                                 |                                         |
|                                          | Norsko                                   | Tore Sagvolden                           | 1:32:33                                  | + 0:02:28                                |                                         | Norsko                                  | Brit Voldenová                          | 1:08:54                                 | + 0:03:07                               |
|                                          | Norsko                                   | Morten Berglia                           | 1:33:10                                  | + 0:03:05                                |                                         | Švédsko                                 | Karin Rabeová                           | 1:09:40                                 | + 0:03:53                               |
| 7.                                       | Československo                           | Jaroslav Kačmarčík                       | 1:38:31                                  | + 0:08:26                                | 6.                                      | Československo                          | Ada Kuchařová                           | 1:13:28                                 | + 0:07:41                               |
| 13.                                      | Československo                           | Jiří Ticháček                            | 1:44:44                                  | + 0:14:39                                | 12.                                     | Československo                          | Svatava Nováková                        | 1:19:37                                 | + 0:13:50                               |
| 16.                                      | Československo                           | Luděk Pavelek                            | 1:46:08                                  | + 0:16:03                                | 14.                                     | Československo                          | Anna Gavendová-Handzlová                | 1:23:16                                 | + 0:17:29                               |
| 34.                                      | Československo                           | Pavel Ditrych                            | 1:56:51                                  | + 0:26:46                                | 28.                                     | Československo                          | Kateřina Keclíková                      | 1:30:13                                 | + 0:24:26                               |

## Výsledky štafetového závodu
| Muži                                                                                       | Muži                                                                                       | Muži                                                                                       | Muži                                                                                       | Muži                                                                                       | Ženy                                                                                   | Ženy                                                                                   | Ženy                                                                                   | Ženy                                                                                   | Ženy                                                                                   |
| ------------------------------------------------------------------------------------------ | ------------------------------------------------------------------------------------------ | ------------------------------------------------------------------------------------------ | ------------------------------------------------------------------------------------------ | ------------------------------------------------------------------------------------------ | -------------------------------------------------------------------------------------- | -------------------------------------------------------------------------------------- | -------------------------------------------------------------------------------------- | -------------------------------------------------------------------------------------- | -------------------------------------------------------------------------------------- |
| - Traťové parametry: 1. úsek 10,2 km / 2. úsek 10,4 km / 3. úsek 11,8 km / 4. úsek 12,0 km | - Traťové parametry: 1. úsek 10,2 km / 2. úsek 10,4 km / 3. úsek 11,8 km / 4. úsek 12,0 km | - Traťové parametry: 1. úsek 10,2 km / 2. úsek 10,4 km / 3. úsek 11,8 km / 4. úsek 12,0 km | - Traťové parametry: 1. úsek 10,2 km / 2. úsek 10,4 km / 3. úsek 11,8 km / 4. úsek 12,0 km | - Traťové parametry: 1. úsek 10,2 km / 2. úsek 10,4 km / 3. úsek 11,8 km / 4. úsek 12,0 km | - Traťové parametry: 1. úsek 7,5 km / 2. úsek 7,6 km / 3. úsek 8,5 km / 4. úsek 8,6 km | - Traťové parametry: 1. úsek 7,5 km / 2. úsek 7,6 km / 3. úsek 8,5 km / 4. úsek 8,6 km | - Traťové parametry: 1. úsek 7,5 km / 2. úsek 7,6 km / 3. úsek 8,5 km / 4. úsek 8,6 km | - Traťové parametry: 1. úsek 7,5 km / 2. úsek 7,6 km / 3. úsek 8,5 km / 4. úsek 8,6 km | - Traťové parametry: 1. úsek 7,5 km / 2. úsek 7,6 km / 3. úsek 8,5 km / 4. úsek 8,6 km |
| Umístění                                                                                   | Země                                                                                       | Jméno                                                                                      | Čas                                                                                        | Ztráta                                                                                     | Umístění                                                                               | Země                                                                                   | Jméno                                                                                  | Čas                                                                                    | Ztráta                                                                                 |
|                                                                                            | Norsko                                                                                     | Øyvin Thon Harald Thon Tore Sagvolden Sigurd Daehli                                        | 4:38:15                                                                                    |                                                                                            |                                                                                        | Švédsko                                                                                | Arja Hannusová Barbro Lönnkvistová Karin Rabeová Annichen Kringstadová                 | 3:49:53                                                                                |                                                                                        |
|                                                                                            | Švédsko                                                                                    | Lars-Henrik Undeland Bengt Levin Jörgen Mårtensson Lars Lönnkvist                          | 4:38:47                                                                                    | + 0:00:32                                                                                  |                                                                                        | Finsko                                                                                 | Helena Mannervesiová Marita Ruohoová Liisa Veijalainenová Outi Borgenströmová          | 4:05:07                                                                                | + 0:15:14                                                                              |
|                                                                                            | Finsko                                                                                     | Kari Sallinen Ari Anjala Seppo Rytkönen Hannu Kottonen                                     | 4:45:23                                                                                    | + 0:07:08                                                                                  |                                                                                        | Švýcarsko                                                                              | Ruth Schmidová Annelies Meierová Irene Bucherová Ruth Humbelová                        | 4:13:10                                                                                | + 0:23:17                                                                              |
| 4.                                                                                         | Československo                                                                             | Luděk Pavelek Zdeněk Lenhart Jiří Ticháček Jaroslav Kačmarčík                              | 4:49:22                                                                                    | + 0:11:07                                                                                  | 7.                                                                                     | Československo                                                                         | Svatava Nováková Anna Handzlová Ada Kuchařová Jana Hlaváčová                           | 4:46:39                                                                                | + 0:56:46                                                                              |

## Medailová klasifikace podle zemí
Úplná medailová tabulka:
| Umístění | Země      | Zlato | Stříbro | Bronz | Součet |
| -------- | --------- | ----- | ------- | ----- | ------ |
|          | Norsko    | 2     | 2       | 1     | 5      |
|          | Švédsko   | 2     | 1       | 1     | 4      |
|          | Finsko    | 0     | 1       | 1     | 2      |
| 4.       | Švýcarsko | 0     | 0       | 1     | 1      |